# Светлый Жарколь
Светлый Жарколь (каз. Ақжаркөл) — село в Костанайском районе Костанайской области Казахстана. Входит в состав Московского сельского округа. Находится примерно в 32 км к северо-западу от центра города Костаная. Код КАТО — 395449300.

## География
В в 1 км к юго-западу от села расположено озеро Давыдова, в 3 км к северу — Большой Костомар, в 10 км к северо-западу — озеро Конайколь.

## Население
В 1999 году население села составляло 390 человек (202 мужчины и 188 женщин). По данным переписи 2009 года, в селе проживало 295 человек (145 мужчин и 150 женщин).

## Неолитическая стоянка
Близ села находится стоянка эпохи неолита, обнаруженная школьным учителем П. С. Загородным. Датирована IV—III вв. до н. э. На месте стоянки найдены каменные ножи, скребки, наконечники стрел.